# Grandilithus fengshan
Espèce
Grandilithus fengshan est une espèce d'araignées aranéomorphes de la famille des Phrurolithidae.

## Distribution
Cette espèce est endémique du Jiangxi en Chine,. Elle se rencontre dans le district de Zhanggong.

## Description
Le mâle holotype mesure 2,62 mm.
La femelle décrite par Mu et Zhang en 2023 mesure 4,27 mm.

## Systématique et taxinomie
Cette espèce a été décrite par Liu et Li en 2022.

## Étymologie
Son nom d'espèce lui a été donné en référence au lieu de sa découverte, le parc national de la forêt de Fengshan.

## Publication originale
- Liu, Li, Zhang, Ying, Meng, Fei, Li, Xiao & Xu, 2022 : « Unknown species from China: the case of phrurolithid spiders (Araneae, Phrurolithidae). » Zoological Research, vol. 43, no 3, p. 352-355, Suppl. I : 5 p., Suppl. II : p. I-CCXX (texte intégral).